# اس‌ام یو-۱۶۵
اس‌ام یو-۱۶۵ (به انگلیسی: SM U-165) یک زیردریایی بود که طول آن ۷۰٫۶۰ متر (۲۳۱٫۶ فوت) بود. این زیردریایی در سال ۱۹۱۸ ساخته شد.